# Stephanie Brown Trafton
Stephanie Brown Trafton (nacida el 1 de diciembre de 1979) es una estadounidense lanzadora de disco que ganó una medalla de oro en los Juegos Olímpicos de 2008 en Pekín.   
Nacida de padres británicos ella tiene la ciudadanía británica.  En los Juegos Olímpicos de Pekín 2008, ella media 6.4' y 225 libras.  Su ídolo es Mary Lou Retton.
Trafton compitió en el nivel colegial en tiro y lanzamiento de disco para la División NCAA I del Cal Poly desde 199 a 2003. Las calificaciones más altas de Brown Trafton fueron de cuatro en lanzamiento de disco en el Campeonato Nacional de la NCAA en 2002 y también en cuarto lugar en tiro en 2003. Trafton se graduó de la Preparatoria Arroyo Grande.
Durante su entrenamiento para los Juegos Olímpicos de Pekín 2008, trabajó en tiempo corto en Tecnologías de la información y la comunicación. Ella y junto a su marido son cazadores recreacionales.  Trafton bromeó con los reporteros que la negatividad de los Juegos Olímpicos se debió que empezó justo igual que la temporada de cazadores en California.